# Synclitodes
Synclitodes és un gènere monotípic d'arnes de la família Crambidae descrita per Eugene G. Munroe el 1974. Conté només una espècie, Synclitodes decoripennis, descrita en el mateix article, que es troba a Bolívia i el Brasil.